# El Paraíso (Matías Romero)
El Paraíso es una comunidad en el Municipio de Matías Romero Avendaño en el estado de Oaxaca. El Paraíso está a 240 metros de altitud. 

## Geografía
Está ubicada a 17° 9' 47.16" latitud norte y 95° 6' 54" longitud oeste.

## Población
Según el censo de población de INEGI del 2010: la comunidad cuenta con una población total de 263 habitantes, de los cuales 136 son mujeres y 127 son hombres. Del total de la población 103 personas hablan alguna lengua indígena.

## Ocupación
El total de la población económicamente activa es de 98 habitantes, de los cuales 77 son hombres y 21 son mujeres.